# جوش سيلبي
جوش سيلبي (بالإنجليزية: Josh Selby)‏ مواليد 27 مارس 1991 في بالتيمور، هو لاعب كرة سلة محترف أمريكي بدأ مسيرته الاحترافية في سنة 2011 حيث تم اختياره من قبل فريق ميمفيس غريزليس خلال الدرافت، ويحمل الرقم 32. يبلغ طوله 6 قدم 2 بوصة (1.9 م).

## إحصائيات المسيرة

### الموسم الاعتيادي
| السنة   | الفريق         | لعب | بدأ | دقيقة | ميداني% | ثلاثية | حرة  | ارتداد | صنع | استلاب | تصدي | نقطة |
| ------- | -------------- | --- | --- | ----- | ------- | ------ | ---- | ------ | --- | ------ | ---- | ---- |
| 2011–12 | ميمفيس غريزليس | 28  | 0   | 8.5   | .404    | .133   | .786 | .5     | 1.1 | .2     | .0   | 2.3  |
| 2012–13 | ميمفيس غريزليس | 10  | 0   | 5.9   | .273    | .167   | .636 | .5     | .4  | .2     | .0   | 2.0  |
| المسيرة |                | 38  | 0   | 7.8   | .330    | .143   | .720 | .5     | .9  | .2     | .0   | 2.2  |

## روابط خارجية
- جوش سيلبي على موقع إن بي أي (الإنجليزية)
- جوش سيلبي على موقع سبورتس رفرنس (الإنجليزية)
- جوش سيلبي على موقع كرة السلة الأوروبية.كوم (الإنجليزية)
- جوش سيلبي على موقع إي إس بي إن.كوم (الإنجليزية)
- جوش سيلبي على موقع كلية كرة السلة في سبورتس رفرنس.كوم (الإنجليزية)
- جوش سيلبي على موقع ريلجم (الإنجليزية)
- جوش سيلبي على موقع بروبوليرز (الإنجليزية)
- جوش سيلبي على موقع سبورتس رفرنس (الإنجليزية)
- جوش سيلبي على موقع سبورتس رفرنس (الإنجليزية)